# Ахмедов, Абдулла Магомедсаидович
Абдулла Магомедсаидович Ахмедов (6 сентября 1997, Агвали, Цумадинский район, Дагестан, Россия) — российский и белорусский борец вольного стиля, чемпион Беларуси, призёр чемпионата России.

## Биография
Родился в селении Агвали Цумадинского района, где с 10 лет начал заниматься вольной борьбой. Первыми тренерами были Исмаил Бадрудинов и Ахмед Магомедов, позже он вместе со своим другом Магомедхабибом Кадимагомедовым перебрался в Махачкалу и тренироваться у Гасана Абдулбасирова в клубе имени Гаджи Махачева, что при ДЮСШ-3. В июне 2013 года в Македонии стал чемпионом Европы среди кадетов. В апреле 2017 года стал победителем первенства России среди юниоров. В августе 2017 года в финском Тампере победил на первенстве мира среди юниоров. В ноябре 2020 года стал обладателем Кубка Беларуси. В январе 2021 года стал чемпионом Беларуси. В марте 2021 года в Улан-Удэ стал бронзовым призёром чемпионата России.

## Спортивные результаты
- Первенство Европы среди кадетов 2013 — ;
- Первенство Европы среди юниоров 2017 — ;
- Первенство мира среди юниоров 2017 — ;
- Межконтинентальный Кубок 2018 — ;
- Чемпионат Беларуси по вольной борьбе 2021 — ;
- Чемпионат России по вольной борьбе 2021 —